# Vícekolejná trať

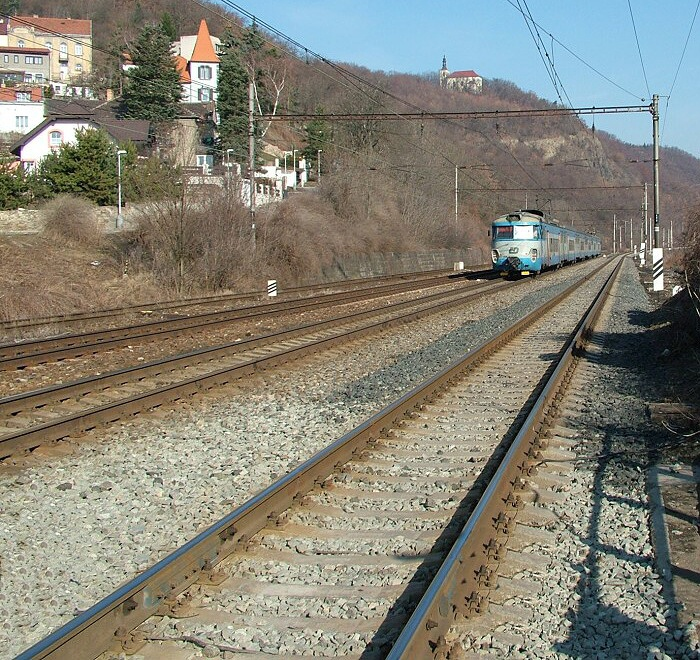
Souběh dvou dvoukolejných tratí v Chuchli

Vícekolejná trať je kolejová trať, která je dvoukolejná nebo má ještě více traťových kolejí. 
U jiných než železničních drah se více než dvojkolejné tratě vyskytují jen zřídka.  Výjimkou v tomto směru je metro v New Yorku, kde je kvůli provozu expresních vlaků budováno mnoho tratí jako tří- až čtyřkolejné.

## Tříkolejná trať
Tříkolejná železniční trať se nejčastěji zřizuje v příměstských úsecích (v Česku např. trať Poříčany – Praha-Libeň). V tomto případě se zpravidla krajní koleje používají jako jednosměrné a kolej, která je umístěna uprostřed, se využívá pro obousměrný provoz. Takže např. v ranní špičce, kdy převládají vlaky ve směru do města, se pro tento směr využívají dvě koleje a pro směr z města pouze jedna kolej, v odpolední špičce se pak situace obrátí.
Občas se třetí kolej zřizuje jen na krátkém úseku, např. mezi sousedními stanicemi. Jejich účelem je odlehčení dvoukolejné trati, která je přetížena jen v tomto krátkém úseku, propojení sousedních stanic pouze pro určitý druh dopravy apod. 
Kromě výše zmíněné tříkolejné trati Poříčany – Praha-Libeň je v Česku několik kratších tříkolejných tratí:
- Ostrava hlavní nádraží – Bohumín-Vrbice (jen do roku 2009, kdy byla třetí kolej snesena)
- Drahotuše – Hranice na Moravě (sloužila do prosince 2012, kdy byl v ČR celoplošně zaveden pravostranný provoz, pro jízdu z levostranně provozované trati Přerov – Bohumín na pravostranně provozovanou trať Hranice na Moravě – Horní Lideč bez kolize s trasami protijedoucích vlaků na jednom ze zhlaví stanice Hranice na Moravě, dnes se třetí kolej taktéž nadále používá)
- Bílina – odbočka České Zlatníky
- Plzeň hlavní nádraží – Plzeň-Jižní Předměstí
- Praha-Vysočany (nádraží) - výhybna Skály (po rekonstrukci v roce 2020 a zřízení mezilehlé zastávky Praha-Rajská zahrada se jedná o plnohodnotný tříkolejný úsek, který umožňuje využít všechny traťové koleje pro libovolný směr)

## Čtyřkolejná trať
Takové tratě se nacházejí také zpravidla v okolí velkých měst. Dvě koleje (zpravidla vnitřní) bývají určeny pro dálkovou osobní, případně nákladní, dopravu, zbývající koleje (zpravidla vnější) se používají pro příměstskou dopravu.
V Česku existuje čtyřkolejná trať pouze v krátkém 10km úseku Praha hlavní nádraží – Praha-Hostivař.
Čtyřkolejný Ervěnický železniční koridor je z provozního hlediska brán jako dvoukolejka, protože nikdy nebyly v běžném provozu současně více než dvě koleje. Zbylé dvě koleje jsou z hlediska železničního provozu chápány jako staveniště.

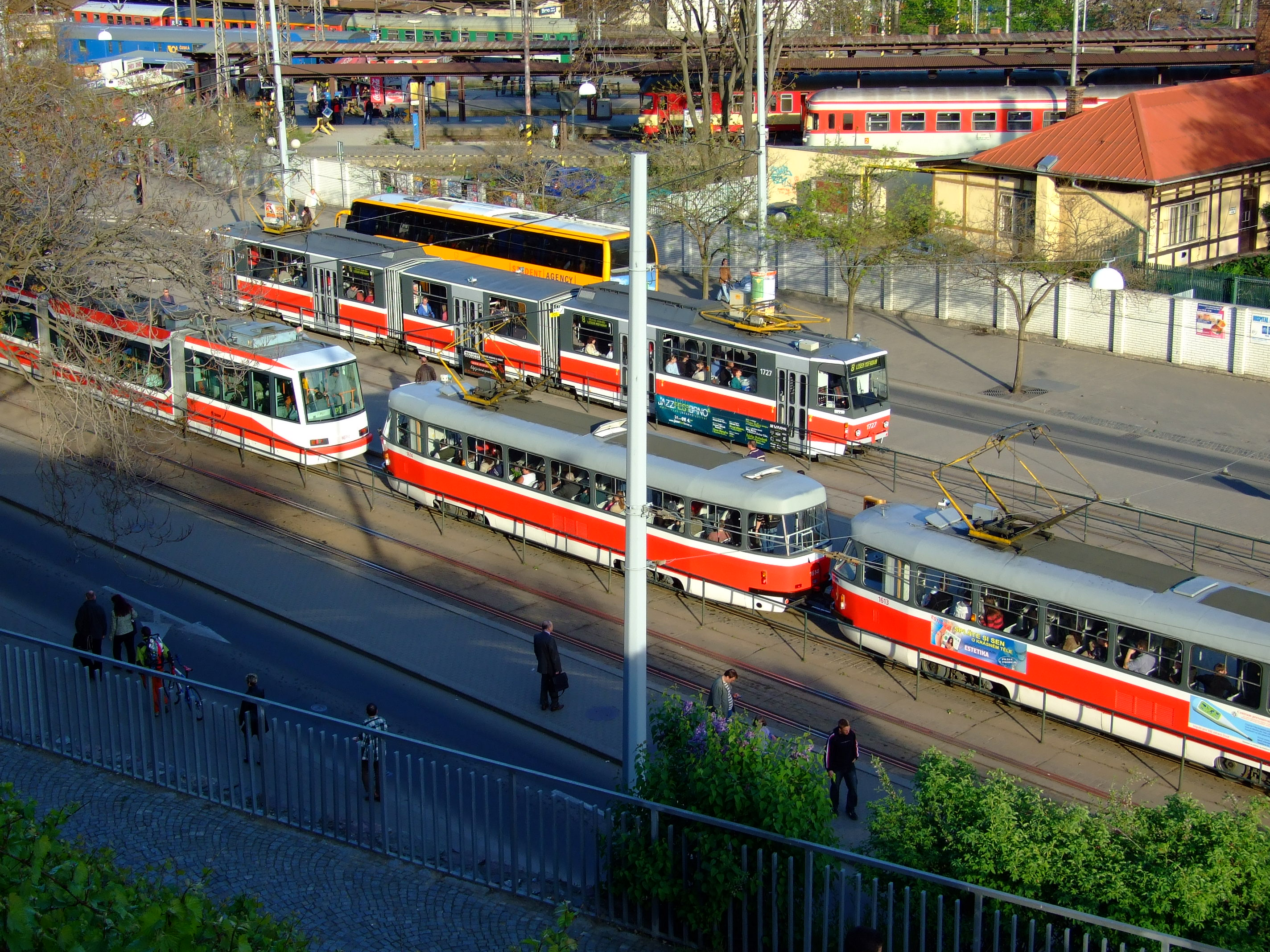
V Brně u hlavního nádraží je tramvajový pás tvořen čtyřmi kolejemi, avšak jde o dvě souběžné tramvajové tratě

## Souběh tratí
Za dvoukolejné, tříkolejné nebo vícekolejné trati není z hlediska železničního provozu považován ani souběh dvou tratí. Např. jako čtyřkolejná trať se nezasvěcenému pozorovateli jeví úsek Velká Chuchle – Radotín v Praze, podle železniční terminologie se však jedná o souběh dvoukolejných traťových úseků Praha-Radotín – Praha-Smíchov (vnitřní koleje) a Praha-Radotín – odbočka Tunel (vnější koleje).